# Pleurogonium spinosissimum
Pleurogonium spinosissimum är en kräftdjursart som först beskrevs av Georg Ossian Sars 1866.  Pleurogonium spinosissimum ingår i släktet Pleurogonium och familjen Paramunnidae. Arten är reproducerande i Sverige. Inga underarter finns listade i Catalogue of Life.